# Самгородоцька сільська рада (Сквирський район)
| Самгородоцька сільська рада — колишній орган місцевого самоврядування у Сквирському районі Київської області з адміністративним центром у с. Самгородок. Сільській раді підпорядковані населені пункти: - с. Самгородок - с. Новий Шлях - с. Саврань |

## Склад ради
Рада складається з 16 депутатів та голови.

### Керівний склад ради
| ПІБ | Основні відомості | Дата обрання | Дата звільнення |
| --- | ----------------- | ------------ | --------------- |
|     |                   | 26.03.2006   | 31.10.2010      |
|     |                   | 31.10.2010   |                 |

Примітка: таблиця складена за даними джерела